# Ceticismo acadêmico
O ceticismo acadêmico refere-se ao período cético do platonismo antigo que data de cerca de 266 a.C., quando Arcesilau se tornou erudito da Academia Platônica, até cerca de 90 a.C., quando Antíoco de Ascalão rejeitou o ceticismo, embora filósofos individuais, como Favorino e seu professor Plutarco, continuassem defender o ceticismo após esta data. Ao contrário da escola de ceticismo existente, os pirrônicos, eles sustentavam que o conhecimento das coisas é impossível. Ideias ou noções nunca são verdadeiras; não obstante, existem graus de plausibilidade e, portanto, graus de crença, que permitem agir. A escola foi caracterizada por seus ataques aos estóicos, particularmente seu dogma de que impressões convincentes levavam ao verdadeiro conhecimento. Os acadêmicos mais importantes foram Arcesilau, Carnéades e Filão de Lárissa. A fonte antiga mais extensa de informação sobre o ceticismo acadêmico é Academica, escrita pelo filósofo cético acadêmico Cícero.

## Visão geral

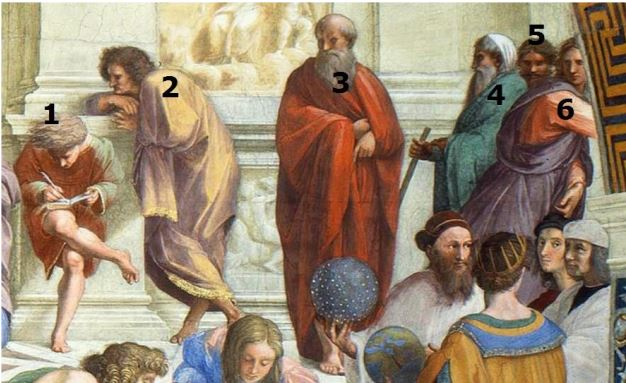
Céticos na pintura da Escola de Atenas de Rafael. 1. Pitodoro 2. Arcesilau de Pitane 3. Carnéades de Cirene 4. Pirro de Élis 5. Tímon de Fliunte 6. Teodoro, o ateu de Cirene

O ceticismo filosófico grego, como um movimento filosófico distinto, começou com Pirro de Élis (c. 360 a.C. — c. 270 a.C.), com antecedentes em Xenófanes e Demócrito. Seus seguidores, os pirrônicos, apontaram o problema do critério: que nossas teorias e nossas impressões sensoriais são incapazes de distinguir com precisão a verdade da falsidade; portanto, devemos suspender o juízo (epoché). Eles foram consistentes o suficiente para estender sua dúvida até mesmo ao seu próprio princípio de dúvida, tornando seu ceticismo universal, escapando assim à censura por baseá-lo em um novo dogmatismo. A imperturbabilidade mental (ataraxia) foi o resultado a ser alcançado cultivando tal estado de espírito.
Por volta de 266 a.C., o aluno de Pirro, Arcesilau, tornou-se chefe da Academia Platônica. Ele adotou o ceticismo como um princípio central do platonismo, tornando o platonismo quase o mesmo que o pirronismo. Depois de Arcesilau, os acadêmicos divergiram do pirronismo. Este período cético do antigo platonismo, de Arcesilau a Filão de Lárissa, ficou conhecido como a nova Academia, embora alguns autores antigos tenham acrescentado mais subdivisões, como uma Academia média. Após a morte do pirrônico Tímon de Fliunte, a Academia Platônica tornou-se a principal defensora do ceticismo até meados do século I a.C.  Enquanto o ceticismo acadêmico inicial foi influenciado em parte por Pirro, tornou-se cada vez mais dogmático até que Enesidemo, no primeiro século a.C., rompeu com os céticos acadêmicos e adotou o pirronismo, denunciando a Academia como "estóicos lutando contra os estóicos".
Os Acadêmicos não duvidavam da existência da verdade; eles apenas duvidavam que os humanos tivessem a capacidade de obtê-lo. Eles basearam esta posição no Fédon de Platão, no qual Sócrates discute como o conhecimento não é acessível aos mortais.
Enquanto o objetivo dos pirrônicos era a obtenção da ataraxia, depois de Arcesilau os acadêmicos não sustentavam a ataraxia como objetivo central. Os Acadêmicos se concentraram em criticar os dogmas de outras escolas de filosofia, em particular o dogmatismo dos estóicos. Eles reconheceram alguns vestígios de uma lei moral dentro, na melhor das hipóteses, mas um guia plausível, cuja posse, no entanto, formava a verdadeira distinção entre o sábio e o tolo. Por menor que pareça a diferença entre as posições dos acadêmicos e dos pirrônicos, uma comparação de suas vidas leva à conclusão de que uma moderação filosófica prática era a característica dos acadêmicos enquanto os objetivos dos pirrônicos eram mais psicológicos. O historiador romano do século II Aulo Gélio descreveu a distinção entre os céticos acadêmicos e os pirrônicos da seguinte forma:
"...os acadêmicos apreendem (em certo sentido) o próprio fato de que nada pode ser apreendido, e eles determinam (em algum sentido) que nada pode ser determinado, enquanto os pirrônicos afirmam que nem mesmo isso parece ser verdade, pois nada parece ser verdade."